# Periferna arterijska bolezen
Periferna arterijska bolezen (PAD) je zožitev arterij, ki ožiljajo druge dele telesa, kot pa srce ali možgane. Kadar do zožitve pride v srcu, gre za koronarno arterijsko bolezen, pri možganih pa za cerebrovaskularno bolezen. Periferne arterijske bolezni najpogosteje vpliva na noge, prizadete pa so lahko tudi druge arterije. Klasični simptom je bolečina v nogah pri hoji, ki poneha s počitkom, kaže pa se kot občasno šepanje. Na prizadeti nogi je opaziti druge simptome, med drugim razjede kože, modrikasto kožo, hladno kožo, ali slabo rast nohtov in dlake. Zapleti so lahko okužba ali odmiranje tkiva, kar lahko zahteva amputacijo, koronarna arterijska bolezen, ali kap. Do 50 % primerov PAD je brez simptomov.
Glavni dejavnik tveganja je kajenje cigaret. Drugi dejavniki tveganja so sladkorna bolezen, visok krvni tlak, visok krvni holesterol. Osnovni mehanizem je običajno ateroskleroza. Vzrok je lahko tudi arterijski krč. PAD se običajno diagnosticira kot razmerje gleženj-roka  (ABI) manj kot 0.90 - ABI je  sistolični krvni tlak na gležnju, deljeno s sistoličnim krvnim tlakom roke. Lahko se tudi opravi  Obojestranska ultrasonografija in angiografija. Angiografija je natančnejša in omogoča hkratno zdravljenje, je pa povezana z večjimi tveganji.
Ni jasno, ali presejalni pregledi bolezni koristijo, saj te možnosti še niso rezno raziskali. Pri ljudeh z občasnim šepanjem zaradi PAD, je odpoved kajenju in dejavnostna terapija pod nadzorom izboljšala rezultate. Zdravila, kot so statini, ACE inhibitorji in cilostazol, tudi lahko pomagajo. Aspirin bolnikom z blago boleznijo zgleda ne pomaga, vendar ga običajno priporočajo pri resnejših primerih. Antikoagulanti, kot je varfarin, običajno ne koristijo. Postopki za zdravljenje bolezni so med drugim cepljenje obvoda, angioplastika in aterektomija.
V letu 2010 približno po svetu okoli 202 milijona ljudi imelo PAD.. V razvitem svetu prizadene približno 5,3 % ljudi v starosti 45 do 50 let in 18,6 % v starosti 85 do 90 let. V državah v razvoju prizadene 4,6 % ljudi v starosti med 45 do 50 in 15 % ljudi v starosti med 85 in 90. V razvitem svetu PAD je enako pogost pri moških in pri ženskah, v državah v razvoju pa so ženske bolj pogosto prizadete. V letu 2013 je PAD povzročila 41,000 smrti (16,000 leta 1990).